# 伊利扎 (希腊)
伊利扎（希臘語：Ήλιδα）是希腊西希腊大区伊利亚专区的市镇，行政中心为阿马利亚扎镇。市镇面积为400.5平方公里，2021年人口数量为29,347人。
此市镇设立于2011年地方政府改革中，由原两个市镇合并而成，原市镇则成为新市镇的两个市区。